# Karl Anderson
 (juin 2021).
Chad Allegra (né le 20 janvier 1980 à Détroit (Michigan)) est un catcheur (lutteur professionnel) américain. Il est connu pour son travail à la World Wrestling Entertainment sous le nom de Karl Anderson.
À la New Japan Pro-Wrestling, il a remporté quatre fois le championnat par équipe IWGP, détenant le record du plus longue règne avec Giant Bernard. Les deux hommes ont aussi remporté le championnat par équipe GHC de la Pro Wrestling NOAH au Japon. Il a aussi remporté le WWE Raw Tag Team Championship, deux fois, avec Luke Gallows à la World Wrestling Entertainment.

## Jeunesse
Allegra grandit à Asheville en Caroline du Nord. Au lycée, il fait partie des équipes de baseball, de football américain et de basketball. Il obtient une bourse universitaire et rejoint l'université de Mars Hill (en) où il fait partie de l'équipe de baseball de 1998 à 2000.

## Carrière

### Débuts aux États-Unis (2002-2008)
Allegra s'entraîne d'abord auprès de Les Thatcher (en) puis avec Roger Ruffin et dispute son premier combat le 20 mai 2002,. En juin 2005, il rencontre Dave Marquez, un des représentants de la New Japan Pro-Wrestling aux États-Unis, au cours d'une convention de la National Wrestling Alliance. Allegra part alors à Los Angeles où il s'entraîne au New Japan Dojo. Il y remporte le championnat du Commonwealth Britannique de la National Wrestling Alliance (NWA) le 12 mars 2006 après sa victoire sur Fergal Devitt et le conserve jusqu'au 11 juin où Alex Koslov met fin à son règne en remportant un Three Way match comprenant aussi Mikey Nicholls,. Le 11 novembre, il est à la NWA Midwest dans l'Illinois où il devient champion poids-lourds de l'état de Heartland de la NWA en battant Ryan Boz.
Le 13 avril 2007, il bat Human Tornado (en) pour devenir champion d'Amérique de l'Empire Wrestling Federation (EWF), une fédération de Californie. Le 8 juillet, il devient champion du monde par équipe de la NWA avec Joey Ryan en remportant un Gauntlet match par équipe face à Billy Kidman et Sean Waltman ainsi qu'Incognito et Sicodelico Jr. Le 7 septembre, son règne de champion d'Amérique de l'EWF prend fin après sa défaite dans un Iron man match de 30 minutes l'opposant à Ryan Taylor et le nouveau champion Mikey Nicholls. Quinze jours plus tard, c'est son titre de champion poids-lourds de l'état de Heartland de la NWA qu'il perd face à Skull Crusher.
Le 18 janvier 2008 (au cours de l'enregistrement d'une émission diffusée le 20 février), Anderson et Ryan conservent leur titre face à Los Luchas (en) (Phoenix Star et Zokre) mais ces derniers arrivent à les vaincre le 10 février (diffusé le 26 mars),.

### Pro Wrestling Guerilla (2007-2009)
Le 13 janvier 2007, il fait équipe avec Bino Gambino et Scott Lost avec qui il perd son premier match à la Pro Wrestling Guerrilla (PWG) face à Disco Machine (en), Nemesis et TJ Perkins. Le 10 février, il remporte son premier match simple dans cette fédération face à Disco Machine. Il obtient ensuite deux victoires dans des matchs sans enjeu face à Frankie Kazarian le 24 février puis Colt Cabana le 10 mars,. Le 1er et 2 septembre, il participe à des matchs par équipe en marge du tournoi Battle of Los Angeles où avec Bino Gambino il perd avecface à TJ Perkins et Ronin le 1er septembre puis le lendemain il connait le même sort dans l'équipe d'Austin Aries, Davey Richards, Human Tornado (en), Jimmy Rave et Scott Lost face à Chris Hero, Doug Williams, Jack Evans, Kevin Steen, Susumu Yokosuka et Tyler Black,.
Le 5 janvier 2008, il connait sa première défaite dans cette fédération face à El Generico. Le 24 février, il atteint la finale du tournoi d'un soir pour désigner le nouveau champion du monde de la PWG en éliminant Frankie Kazarian et en finale face à Roderick Strong et Human Tornado (en) ce dernier remporte le match de manière controversée en le faisant le tombé sur Anderson,.
Il revient à la PWG le 21 février 2009 où avec Joey Ryan et Scott Lost il perd face à Paul London et les Young Bucks (Matt et Nick Jackson). Le 28 août, il tente avec Ryan de mettre fin au règne de champions de monde par équipe de la PWG des Young Bucks sans succès. Le 4 septembre, il perd face à Roderick Strong.

### Ring of Honor (2007, 2013)
Il participe ensuite au ROH World Championship Tournament où le 27 juillet, il bat ACH dans son match de premier tour. Le 17 août, il est éliminé du tournoi à la suite de sa défaite en quarts de finale contre Michael Elgin.

### New Japan Pro-Wrestling (2008-2016)

#### Débuts (2008)
Il commence à la New Japan Pro-Wrestling le 9 mars 2008 et se fait éliminer du tournoi New Japan Cup par Koji Kanemoto.

#### Bad Intentions (2008–2012)
Après il rejoint le groupe Chaos, Anderson a formé l'équipe Bad Intentions avec Giant Bernard et le 20 juin ils reçoivent un match pour les IWGP Tag Team Championship, mais ont été incapables de vaincre les champions en titre Team 3D (Brother Devon et Brother Ray). Anderson et Bernard sont entrés dans le G1 Tag League 2009 et ont été en mesure de vaincre Apollo 55 (Prince Devitt et Ryusuke Taguchi) en finale pour remporter le tournoi et une autre chance contre la Team 3D. Le 8 novembre le deuxième match entre Bad Intentions et Team 3D a pris fin sur un double compte extérieur. Le 4 avril 2010, les membres de Chaos (Takashi Iizuka et Toru Yano) expulse Anderson du groupe avec l'aide de Tetsuya Naitō et Yujiro Takahashi, qui ont rejoint le groupe dans le processus.Giant Bernard, qui n'était pas présent à l'exposition, a fini par quitter CHAOS aux côtés de son partenaire. Le 19 juin 2010,Anderson et Bernard battent Seigigun (Yūji Nagata et Wataru Inoue) et No Limit (Tetsuya Naitō et Yujiro Takahashi) dans un match d'élimination de trois pour remporter les IWGP Tag Team Championship. Bad Intentions ont fait leur première défense réussie du IWGP Tag Team Championship le 19 juillet, en battant Seigigun et No Limit dans un match a trois voies "Dogfight".À la fin octobre Bad Intentions est entrés dans le G1 Tag League 2010, où, après trois victoires et deux défaites, ils ont terminé deuxième de leur bloc et se sont qualifiés pour les demi-finales, où, le 7 novembre, ils ont été défaits par les futurs vainqueurs de l'ensemble du tournoi, Yuji Nagata et Wataru Inoue. Lors de Wrestle Kingdom V au Tokyo Dome, ils défendent avec succès les IWGP Tag Team Championship dans un match à trois voies contre Beer Money, Inc. (James Storm et Bobby Roode) et Muscle Orchestra (Manabu Nakanishi et Strong Man). Le 3 mai, Bad Intentions battent No Limit pour leur septième défense avec succès du IWGP Tag Team Championship, égalant le record de défenses titres, fixé par Hiroyoshi Tenzan et Masahiro Chono .Bad Intentions font leur record de huit défenses avec succès du IWGP Tag Team Championship le 18 juin contre les représentants de la Pro Wrestling Noah, Takuma Sano et Yoshihiro Takayama et remportent les GHC Tag Team Championship par la même occasion. Bad Intentions défendent pour la neuvième fois les IWGP Tag Team Championship avec succès le 3 juillet, quand ils ont défait Hirooki Goto et le IWGP Heavyweight Champion Hiroshi Tanahashi. Le 23 juillet, Bad Intentions fait une apparition pour la Pro Wrestling Noah, faisant leur première défense réussie des GHC Tag Team Championship contre l'équipe de Takeshi Morishima et Yutaka Yoshie .Le 9 septembre, Bad Intentions est devenu le plus long règne en tant qu'IWGP Tag Team Champions dans l'histoire en battant le précédent record de 446 jours, fixé par Hiroyoshi Tenzan et Masahiro Chono en 2003. Le 31 octobre, ils conservent les GHC Tag Team Championship contre Gō Shiozaki et Shuhei Taniguchi à un événement de la Pro Wrestling Noah. Au cours de la G1 Tag League 2011, Bad Intentions ont subi leur première défaite depuis un an, quand ils ont été vaincus par les complets players (Masato Tanaka et Yujiro Takahashi), mais encore réussi à gagner leurs quatre autres matches et avancé pour les demi-finales du tournoi.Le 6 novembre, après avoir vaincu Hirooki Goto et Hiroshi Tanahashi en demi-finale, Bad Intentions a été défait en finale du G1 Climax 2011 par Suzuki-gun (Minoru Suzuki et Lance Archer). Le 12 novembre, Bad Intentions ont fait leur dixième défense avec succès des IWGP Tag Team Championship contre Archer et Suzuki. Lors de Wrestle Kingdom VI au Tokyo Dome, Bad Intentions ont perdu les IWGP Tag Team Championship contre ten-koji (Hiroyoshi Tenzan et Satoshi Kojima), mettant fin à leur règne record de 564 jours. Le 22 janvier, Bad Intentions perdent les GHC Tag Team Championship contre Akitoshi Saito et Jun Akiyama. En mars, Bad Intentions a été dissous, après que Bernard est quitté la New Japan pour revenir à la WWE.

#### Bullet Club (2013-2016)

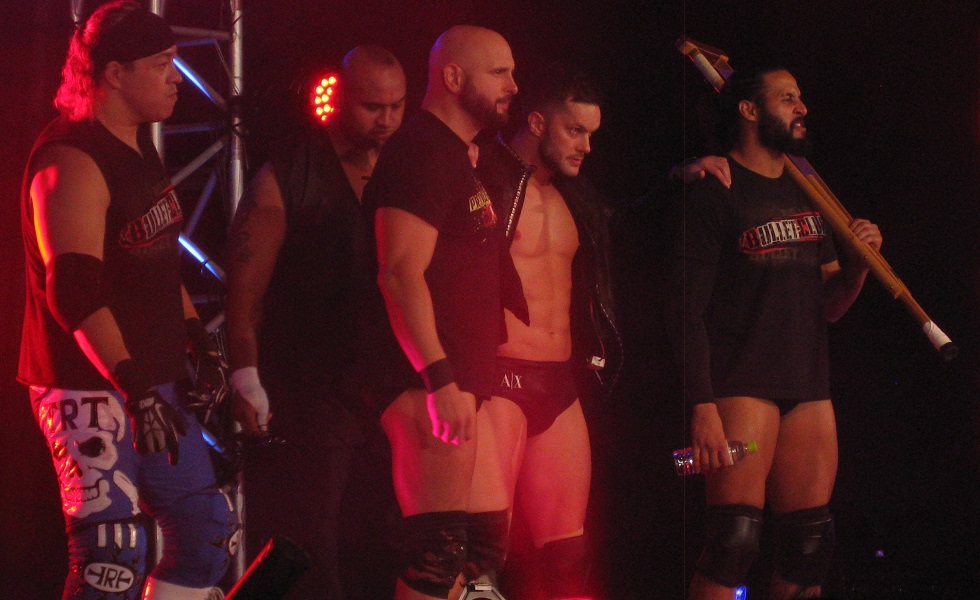
Anderson avec le Bullet Club

Lors de Wrestling Dontaku 2012, il perd contre Shinsuke Nakamura. Durant le mois d'août, il tente de remporter le tournoi G1 Climax, où il a remporte quatre de ses sept premiers matches, avant de battre le IWGP Heavyweight Champion Hiroshi Tanahashi pour terminer premier de son bloc et accéder à la finale. Le 14 août, il perd en finale contre Kazuchika Okada.
Lors de Power Struggle 2012, il perd contre Shinsuke Nakamura et ne remporte pas le IWGP Intercontinental Championship,. Le 15 novembre, il participe au NEVER Openweight Championship Tournament, où après des victoires sur Yujiro Takahashi, Shiori Asahi et Kengo Mashimo, il perd en finale du tournoi le 19 novembre contre Masato Tanaka et ne devient pas le premier NEVER Openweight Champion. Il participe ensuite au tournoi World Tag League 2012 avec Hirooki Goto et terminent à la première position de leur groupe avec quatre victoires et deux défaites et accèdent à la demi-finale du tournoi,,. Le 2 décembre, ils battent TenKoji (Hiroyoshi Tenzan et Satoshi Kojima) et accèdent à la finale où ils battent Killer Elite Squad (Davey Boy Smith, Jr. et Lance Archer) pour remporter le tournoi. Lors de Wrestle Kingdom 7, ils perdent contre Killer Elite Squad et ne remportent pas les IWGP Tag Team Championship,. Lors de The New Beginning 2013, il perd contre Hiroshi Tanahashi et ne remporte pas le IWGP Heavyweight Championship.
Lors de Wrestling Dontaku 2013, il perd contre Hiroshi Tanahashi. Après le match, il effectue un heel turn et rejoint Prince Devitt, Bad Luck Fale et Tama Tonga pour attaquer Hiroshi Tanahashi. Le nouveau groupe est ensuite nommé "Bullet Club",. Lors de Power Struggle 2013, il perd contre Kazuchika Okada et ne remporte pas le IWGP Heavyweight Championship.
Le 8 décembre, lui et Doc Gallows battent GBH ( Togi Makabe et Tomoaki Honma ) dans les demi-finales, puis ten-Koji (Hiroyoshi Tenzan et Satoshi Kojima) en finale pour remporter le World Tag League 2013 et une chance pour les IWGP Tag Team Championship,. Lors de Wrestle Kingdom 8, lui et Doc Gallows battent Killer Elite Squad (Davey Boy Smith, Jr. & Lance Archer) est remportent les IWGP Tag Team Championship. Lors de The New Beginning in Hiroshima ils battent battent Killer Elite Squad et conservent leur titres. Lors de Invasion Attack 2014, ils conservent leur titres contre Hirooki Goto et Katsuyori Shibata,. Sept jours plus tard, ils conservent leur titres contre Captain Taiwan et Hirooki Goto. Lors de Global Wars (2014), un événement organisé en collaboration avec la NJPW, lui et A.J. Styles battent CHAOS (Kazuchika Okada et Gedo). Lors de War of the Worlds (2014), lui et Doc Gallows battent The Briscoe Brothers (Jay Briscoe et Mark Briscoe) est conservent leurs IWGP Tag Team Championship. Lors de Dominion 6.21, ils conservent leur titres contre Hiroshi Tanahashi et Togi Makabe,. Lors de Destruction in Kobe, ils conservent leur titres contre Chaos (Kazuchika Okada et Yoshi-Hashi). Lors de Wrestle Kingdom 9, ils perdent les titres contre Hirooki Goto et Katsuyori Shibata,.
Lors de The New Beginning in Osaka, ils battent Hirooki Goto et Katsuyori Shibata et remportent les IWGP Tag Team Championship pour la deuxième fois. Lors de Invasion Attack 2015, ils perdent leurs titres contre The Kingdom (Michael Bennett et Matt Taven),. Lors de Dominion 7,5 in Osaka-jo Hall, ils battent The Kingdom et remportent les titres pour la troisième fois. Il intègre durant fin juillet le tournoi G1 Climax, où il remporte six de ses matchs. Lors de Power Struggle 2015, il perd contre Shinsuke Nakamura et ne remporte pas le IWGP Intercontinental Championship. Le 4 janvier 2016, au cours de Wrestle Kingdom 10, Gallows et Anderson perdent les IWGP Tag Team Championship contre Great Bash Heel (Togi Makabe et Tomoaki Honma). Le 20 février 2016, il quitte officiellement la NJPW, et quitte donc le Bullet Club.

### World Wrestling Entertainment (2016-2020)

#### Débuts àRaw, The Club et champion par équipe deRaw(2016-2017)

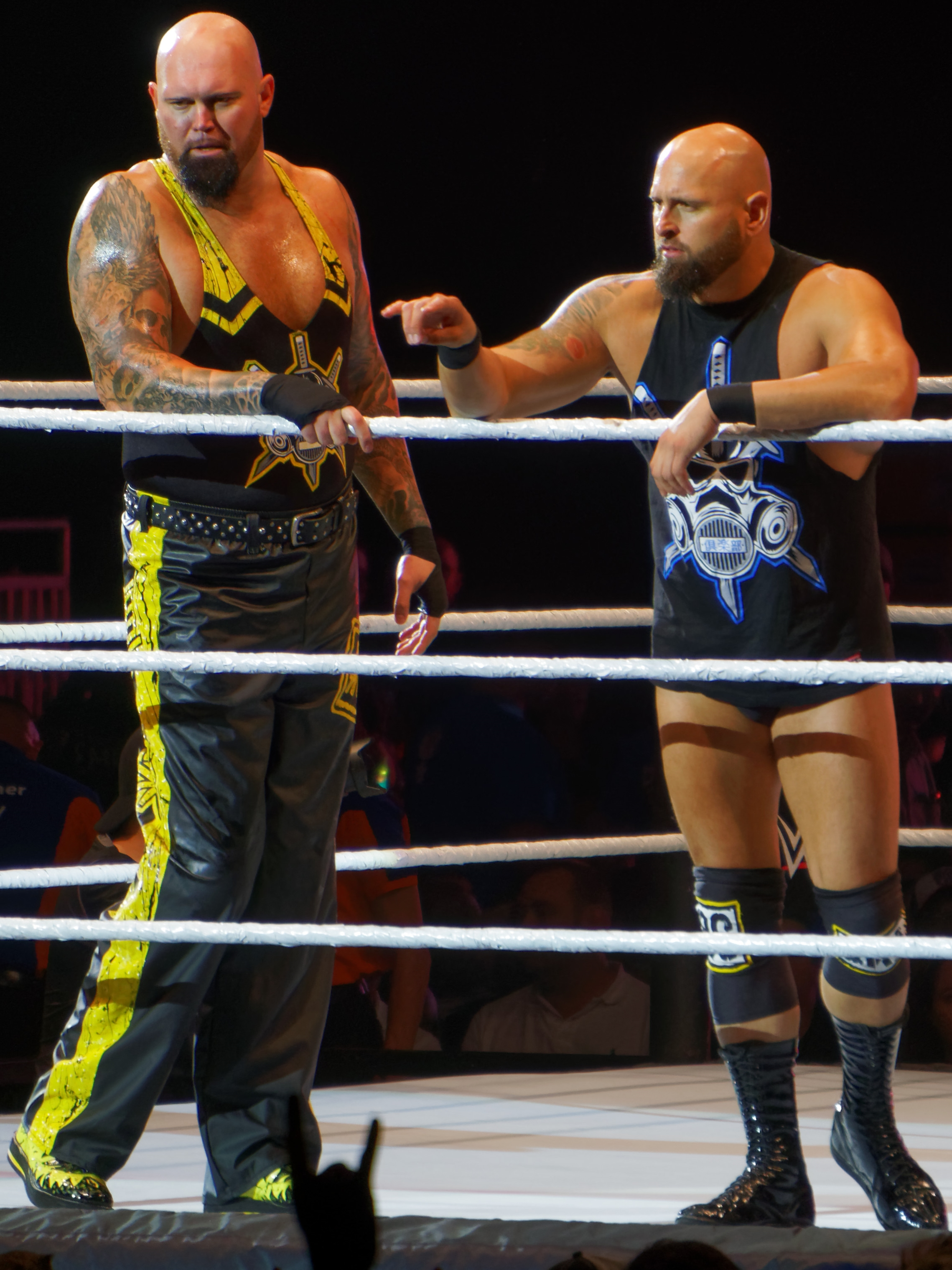
Gallows et Anderson en septembre 2016

Le 11 avril à Raw, ils effectuent leurs débuts dans le show rouge, en tant que Heel, en attaquant les Usos. Le 25 avril à Raw, les deux hommes effectuent leur premier match en battant les Samoans. Le lendemain à Raw, le Club se forme officiellement et ensemble, ils battent Roman Reigns et les Usos dans un 6-Man Tag Team Match. Le 22 mai à Extreme Rules, ils battent les Usos dans un Tornado Tag Team Match. Le 30 mai à Raw, AJ Styles et eux accueillent le retour de John Cena en lui serrant la main, mais l'attaquent dans le dos. Le 19 juin à Money in the Bank, ils aident leur frère à battre John Cena, à la suite de l'évanouissement de l'arbitre.
Le 19 juillet lors du Draft, ils restent officiellement au show rouge, tandis qu'AJ Styles est annoncé être officiellement transféré à SmackDown Live, ce qui marque la séparation du trio. Le 23 juillet à Battleground, les trois hommes perdent face à Enzo Amore, Big Cass et John Cena dans un 6-Man Tag Team Match. Le 25 septembre à Clash of Champions, ils ne remportent pas les titres par équipe de Raw, battus par le New Day.
Le 30 octobre à Hell in a Cell, ils battent Enzo Amore et Big Cass. Le 20 novembre aux Survivor Series, l'équipe Raw (Enzo Amore, Big Cass, The Bar, le New Day, les Shining Stars et eux) bat celle de SmackDown (Heath Slater, Rhyno, les Usos, les Hype Bros et American Alpha) dans un 10-on-10 Traditional Survivor Series Elimination Tag Team Match.
Le 29 janvier 2017 lors du pré-show au Royal Rumble, ils deviennent les nouveaux champions par équipe de Raw en battant The Bar, remportant les titres pour la première fois de leurs carrières. Le 5 mars à Fastlane, ils conservent leurs titres en battant Enzo Amore et Big Cass.
Le 2 avril à WrestleMania 33, ils perdent un Fatal 4-Way Tag Team Ladder Match face aux Hardy Boyz, qui inclut également The Bar, Enzo Amore et Big Cass, ne conservant pas leurs titres. Le 30 avril lors du pré-show à Payback, ils perdent face à Enzo Amore et Big Cass.

#### Bálor Club et Draft àSmackDown Live(2018)
Le 1er janvier 2018 à Raw, ils effectuent un Face Turn en s'alliant avec Finn Bálor, reformant le Bálor Club et ensemble, les trois hommes battent The Miztourage (Bo Dallas et Curtis Axel) et Elias dans un 6-Man Tag Team Match. Le 28 janvier lors du pré-show au Royal Rumble, ils perdent face aux Revival. Le 25 février lors du pré-show à Elimination Chamber, ils battent le Miztourage.
Le 8 avril lors du pré-show à WrestleMania 34, ils ne remportent pas la bataille royale en la mémoire d'André the Giant, gagnée par "Woken" Matt Hardy. Le 17 avril à SmackDown Live, lors du Superstar Shake-Up, ils sont annoncés être officiellement transférés au show bleu, ce qui marque la fin de leur alliance avec l'Irlandais qui, de son côté, reste officiellement au show rouge. Le 27 avril au Greatest Royal Rumble, ils entrent dans le Royal Rumble masculin en 21e et 32e positions, mais se font éliminer par Rey Mysterio et Randy Orton. Le 17 juin lors du pré-show à Money in the Bank, ils ne remportent pas les titres par équipe de SmackDown, battus par les Bludgeon Brothers.
Le 18 novembre lors du pré-show aux Survivor Series, l'équipe SmackDown (les Usos, SAnitY, The Colóns, le New Day et eux) perd face à celle de Raw (Bobby Roode, Chad Gable, les Revival, la B-Team, Lucha House Party et The Ascension) dans un 10-on-10 Traditional Survivor Series Man's Elimination Tag Team Match.

#### Retour àRaw, reformation du Club, doubles champions par équipe deRawet départ (2019-2020)
Le 29 avril à Raw, lors du Superstar Shake-Up, ils sont annoncés être officiellement transférés au show rouge.
Le 1er juillet à Raw, après la défaite d'AJ Styles face à Ricochet pour le titre des États-Unis de la WWE, ils effectuent un Heel Turn en rejoignant le premier pour attaquer le second, et les trois hommes reforment 'The Club avec le geste Too Sweet. Le 29 juillet à Raw, ils redeviennent champions par équipe de Raw en battant les Revival et les Usos dans un Triple Threat Tag Team Match, remportant les titres pour la seconde fois. Le 19 août à Raw, ils perdent face à Braun Strowman et Seth Rollins, ne conservant pas leurs titres.
Le 6 octobre à Hell in a Cell, le trio perd par disqualification face aux Viking Raiders et à Braun Strowman dans un 6-Man Tag Team match. Le 31 octobre à Crown Jewel, ils remportent la coupe du monde par équipe de la WWE, en battant successivement le New Day et les Viking Raiders dans un Nine-Team Tag Team Turmoil Match.
Le 15 avril, la WWE résilie leurs contrats.

### Retour à la World Wrestling Entertainment (2022-2025)
Le 10 octobre 2022 à Raw, ils effectuent leur retour à la World Wrestling Entertainment, 2 ans et 6 mois après leur renvoi, en tant que Face, aux côtés d'AJ Styles, forment officiellement une alliance avec Mia Yim, puis les trois hommes provoquent une bagarre avec le trio du Judgment Day. Le 5 novembre à Crown Jewel, ils perdent face au Judgment Day dans un 6-Man Tag Team match.

Le 31 mars à WrestleMania SmackDown, Luke Gallows et lui ne remportent pas la André the Giant Memorial Battle Royal, gagnée par Bobby Lashley. Le 28 avril à SmackDown, lors du Draft, le quartet est annoncé être officiellement transféré au show bleu par Teddy Long.
Le 8 février 2025, il est renvoyé par la WWE.

### Impact Wrestling (2020-2022)
Le 18 juillet 2020, Gallows et Anderson annonce qu'ils ont signé avec Impact Wrestling et qu'ils seront à Slammiversary. Lors de Slammiversary 2020, ils viennent sauver le nouveau Impact World Champion Eddie Edwards d'une attaque de Ace Austin et Madman Fulton avant de célébrer avec Edwards.
Lors du Impact Wrestling du 28 juillet, ils font leurs débuts en battant Reno Scum. Après le match, ils sont attaqués par Austin et Fulton. Le 18 août lors de Emergence, ils battent Austin & Fulton.
Le 29 septembre à Impact, ils battent Dez & Wentz.
Le 3 octobre lors de Victory Road, Anderson perd lors d'un four-way match incluant Ace Austin, Alex Shelley et Josh Alexander au profit de ce dernier. Le 20 octobre à Impact, ils battent The North.
Lors de Bound for Glory 2020, ils perdent contre The North (Ethan Page et Josh Alexander) dans un Four Way Match qui comprenaient également Ace Austin et Madman Fulton et Chris Sabin et ne remportent pas les Impact World Tag Team Championship. Lors de Turning Point, ils battent The North et remportent les Impact World Tag Team Championship pour la première fois de leur carrière,.

#### Heel Turn et alliance avec Kenny Omega (2020-2021)
Lors de Final Resolution, il bat Ethan Page après avoir passé un moment avec Kenny Omega. Le 15 décembre à Impact, il bat Chris Sabin, après le match, lui & Gallows effectuent un heel turn en attaquant avec Kenny Omega les Motor City Machine Guns et Rich Swann.
Le 5 janvier 2021 à Impact, ils tabassent avec Omega de nouveau Swann et les Motor City Machine Guns. Lors de Hard to Kill (2021), ils font équipe avec Kenny Omega et battent Chris Sabin, Moose et Rich Swann.
Le 9 février à Impact, ils conservent leur titres contre Chris Sabin et James Storm en perdant contre ces derniers par disqualification à cause d'une intervention de Private Party dirigé par Matt Hardy,. Lors de No Surrender 2021, ils conservent leur titres contre Chris Sabin et James Storm dans un Three Way Match qui comprenaient également Private Party. Lors de Sacrifice (2021), ils perdent les titres contre FinJuice (Juice Robinson et David Finlay),.
Lors de Slammiversary XIX, ils battent Violent By Design (Joe Doering et Rhino) dans un Four-way Tag Team Match qui comprenaient également Rich Swann et Willie Mack ainsi que Fallah Bahh et No Way et remportent les Impact World Tag Team Championship pour la deuxième fois.

#### Retour dans le Bullet Club et départ (2022)
Lors de No Surrender (2022), ils conservent les titres contre les Guerrillas of Destiny à la suite de l'intervention de Jay White qui porte son  Blade Runner sur Tama Tonga, virant ce dernier et son frére du Bullet Club et permettant à Gallows et Anderson de réintegrer le clan,.

### All Elite Wrestling (2021)
Lors de New Year's Smash - Tag 1, ils font leurs débuts à la All Elite Wrestling en attaquant Jon Moxley qui attaquait Kenny Omega et plusieurs catcheurs qui avaient tenté d'aider ce dernier avant de célébrer avec les Young Bucks avec le signe "too sweet" que Omega, les Good Brothers et les Young Bucks utilisaient ensemble à la New Japan Pro-Wrestling.
Lors de Beach Break, ils font équipe avec Kenny Omega et battent Death Triangle (PAC et Rey Fenix) et Jon Moxley.

### Retour à la New Japan Pro Wrestling (2021-...)
En juin 2021, New Japan Pro Wrestling annonce que Gallows et Anderson feront leurs retour pour participer au Tag Team Turbulence Tournament à NJPW Strong.
Lors de Dominion 6.12, il bat Tama Tonga et remporte le NEVER Openweight Championship,.

## Palmarès
- Empire Wrestling Federation
  - 1 fois EWF American Champion

- Impact Wrestling

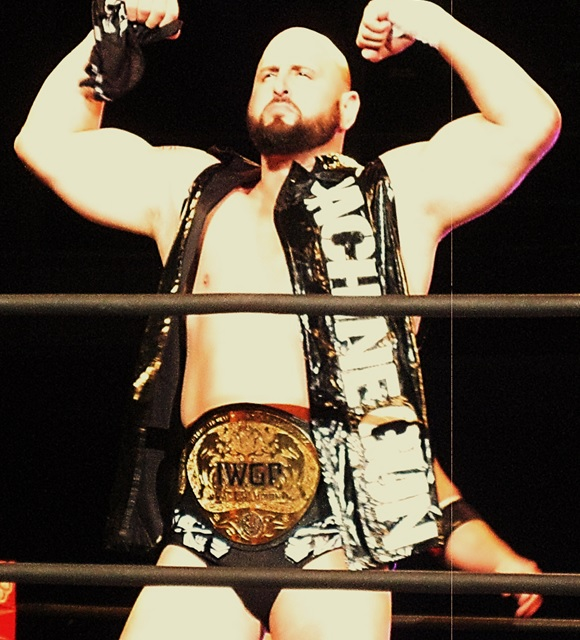
Anderson en tant que IWGP Tag Team Champions en mars 2015

  - 3 fois Impact World Tag Team Championship avec Doc Gallows

- National Wrestling Alliance
  - 1 fois NWA World Tag Team Championship avec Joey Ryan

- NWA Midwest
  - 1 fois NWA Heartland States Heavyweight Champion

- NWA United Kingdom
  - 1 fois NWA British Commonwealth Heavyweight Champion

- New Japan Pro-Wrestling
  - 1 fois NEVER Openweight Championship (actuel)
  - 4 fois IWGP Tag Team Championship avec Giant Bernard (1) et Doc Gallows (3)
  - G1 Tag League (2009) avec Giant Bernard
  - World Tag League (2012) avec Hirooki Goto
  - World Tag League (2013) avec Doc Gallows

- Northern Wrestling Federation
  - 2 fois NWF Heavyweight Championship

- Pro Wrestling Noah
  - 1 fois GHC Tag Team Championship avec Giant Bernard

- Stampede Wrestling
  - 1 fois Stampede British Commonwealth Heavyweight Champion

- World Wrestling Entertainment
  - 2 fois WWE Raw Tag Team Champion avec Luke Gallows
  - WWE Tag Team World Cup (2019) avec Luke Gallows

## Récompenses des magazines
- Pro Wrestling Illustrated

| Année | 2007 | 2008       | 2009 | 2010 | 2011 | 2012 | 2013 | 2014 | 2015 | 2016 | 2017 | 2018 | 2019 | 2020 | 2021 | 2022 | 2023 |
| ----- | ---- | ---------- | ---- | ---- | ---- | ---- | ---- | ---- | ---- | ---- | ---- | ---- | ---- | ---- | ---- | ---- | ---- |
| Rang  | 276  | Non classé | 214  | 122  | 144  | 64   | 88   | 70   | 79   | 69   | 73   | 102  | 181  | 204  | 159  | 319  | 389  |

- Wrestling Observer Newsletter
  - Tag Team of the Year (2011) – avec Giant Bernard